# Pierre-François Brûlart de Genlis
Pierre-François Brûlart de Genlis né à Genlis le 4 mai 1648 et mort le 18 janvier 1733 est un noble, abbé commendataire et militaire français.

## Biographie
Sixième enfants d'une fratrie de quatorze, de Florimond Ier Brûlart de Genlis(1602-1685) et de sa première épouse Charlotte de Brunetel de Blécourt de Béthencourt (morte à Genlis en 1676), fille de Louis, seigneur de La Tour-Brunetel de Béthencourt, et des Mares. Son père épouse en secondes noces Élisabeth Marguerite de Bovelles, fille de Jean, seigneur d'Épperville, et d'Élisabeth de L'Espinay,  avec qui il aura une enfant prénommée Florimonde Renée, morte jeune.
Il rentre dans les ordres, et devient abbé de l'abbaye Sainte-Élisabeth de Genlis, à la suite de son frère Charles III Brûlart de Genlis (1628-1714), archevêque d'Embrun en 1669, également abbé de l'abbaye de Joyenval, et seigneur de Triel. Seul mâle survivant de sa famille, il quitte l'état ecclésiastique en se démettant de sa commende en février 1701, qu'il remet au roi Louis XIV (1638-1715).

## Famille

Blason de Brûlard de Sillery, seigneur de Genlis, de Sillery et de Puisieulx : De gueules, à la bande d'or, chargée d'une traînée de sable, accompagnée de cinq barillets du même.

Pierre-François Brûlart de Genlis épouse en décembre 1703 Anne-Claudine Brûlart de Sillery, fille de Roger Brûlart, marquis de Sillery, vicomte de Puysieulx, dit « marquis de Puysieulx », et de Claude Godet de Reyneville. De cette union naquirent :
- Charles (alias Pierre) Brûlart de Genlis (1706-1753), chevalier, comte, puis marquis de Genlis qui épousa Louise-Charlotte Françoise de Hallencourt de Dromesnil (1710-1742) ;
- un autre enfant, mort en bas âge.

## Seigneurie de Triel
Depuis une époque reculée, Triel était le siège d'une prévôté royale dont dépendaient plusieurs paroisses : Vaux, Andrésy, Maurecourt, Conflans-Sainte-Honorine, Verneuil, Vernouillet.
Cette prévôté fait partie du domaine du roi qui fut le seul seigneur de la terre de Triel jusqu'à la fin du XVIe siècle, date à laquelle apparaissent des seigneurs engagistes, sans que soient affectés les droits de propriétaire du roi.
Les biens tenus par engagement du roi comprenaient, outre la terre et la seigneurie de Triel ayant haute, moyenne et basse justice, la prévôté avec la faculté de nommer et de présenter à la personne du roi aux offices de conseiller du Roi, président, prévôt royal, juge civil et criminel, enquêteur et examinateur et à ceux de notaire, tabellion et greffier dans l'étendue de ladite prévôté, autant d'officiers de justice intervenant dans les procès, inventaires et autres affaires passées devant la cour de Triel.
Le premier seigneur engagiste fut le 19 août 1574, Mgr Pierre Brûlart de Genlis, chevalier, conseiller du Roi, secrétaire d’État et de ses finances, qui en fait l'acquisition auprès des commissaires du Roi, à la suite de l'aliénation de la seigneurie de Jeanne Février. Il sera suivi en 1620 de Charles Brûlart qui l'aliène au profit de la marquise de Montpeyroux (morte en 1742) le 22 juin 1719, laquelle vendit la seigneurie à François Aleaume, ancien marchand (1742-1744) le 22 juin 1742.
En 1714, il devient seigneur de Triel, qu'il aliène au profit de la marquise de Montpeyroux  le 22 juin 1719, qui vend le fief à François Alleaume le 22 juin 1742. Pierre-François est capitaine-lieutenant des Gendarmes du duc d'Orléans et en 1690 du duc de Berry, Charles de France (1686-1714), troisième petit-fils de Louis XIV qui lui donne ce titre.